# Dawid Krupa
Dawid Krupa (Rzeszów, 12 juni 1980) is een Pools voormalig wielrenner. In 2004 deed hij op beide weg-onderdelen mee aan de Olympische Spelen in Athene.

## Belangrijkste overwinningen
1999
3e etappe Ronde van Joegoslavië
2000
Paris-Mantes-en-Yvelines
2006
3e etappe Ronde van Griekenland
2007
3e etappe Ronde van Malopolska